# Ixias piepersii
Ixias piepersii is een vlindersoort uit de familie van de Pieridae (witjes), onderfamilie Pierinae.
Ixias piepersii werd in 1877 beschreven door Snellen.